# Club Sanjustino (San Justo)
El Club Sanjustino es una entidad deportiva de la ciudad de San Justo, provincia de Santa Fe, Argentina. Juega en la Liga Santafesina de Fútbol, donde es el vigente campeón y uno de los clubes históricos de la liga con ocho títulos.
Leandro Chichizola, actualmente en el Parma Calcio 1913, hizo las inferiores en el club y es el futbolista más destacado surgido en la institución.

## Historia
Fundado en 1912, tras la desaparición de Atlético Unión del Norte en 1911, Sanjustino es junto a Colón uno de los equipos más importantes de la ciudad. Entre ellos disputan el Clásico del Portón del Norte.
En 2012, jugó por primera vez una competición nacional, el Torneo Federal B, cuarto nivel profesional del fútbol argentino en ese entonces.
En 2014, se convirtió en el segundo equipo con más goles en una sola edición de la Copa Argentina, con 17 anotaciones. Se ubica tan solo por detrás de River Plate (con 19 goles en 2016-17). Además, disputó el partido con más goles en la historia de esa competición, en la derrota contra Chaco For Ever por 7 a 4, también en la Copa 2013-14. Walter Ibáñez, delantero del club, fue el máximo goleador de esa edición.
Jugó en la cuarta categoría nacional hasta su descenso en 2015. En 2016 fue bicampeón del torneo local y al año siguiente clasificó al Federal C. Volvió a ganar el torneo local en 2024, esta vez de manera invicta, habiendo empatado tan solo un partido.Este logro le permitió acceder por primera vez al Torneo Regional Federal Amateur,  terminando primero en zona de grupo por encima de Central San Carlos y de  Sportivo Norte y Peñarol de Rafaela.  Jugando hasta la instancia de cuartos de final. 

## Datos del Club
- Temporadas en 1.ª categoría: 0
- Temporadas en 2.ª categoría: 0
  - Torneo Regional:  1985/86
- Temporadas en 3.ª categoría: 1 (TDI) 1988/89.
- Temporadas en 4.ª categoría: 5 (AB): 12/13, 13/14. (TFB) 2014, 2015. (TRFA) 2024/25.
- Temporadas en 5.ª categoría: 3 (TFC) 2016, 2017, 2018
- Temporadas en Primera División de la Liga Santafesina de Fútbol: (1936-1938, 1955-1967, 1972-1989, 1997-presente)
- Temporadas en Primera División de la Liga Esperancina de Fútbol: (1939, 1941-1942, 1948-1955)
- Temporadas en Primera División de la Liga Sanjustina de Fútbol:  (1912-1934, 1936-1937, 1940, 1943-1947, 1971)
- Temporadas en Primera División de la Liga Verense de Fútbol:  (1990-1996)

## Palmarés
| Competiciones locales          | Títulos                                                                                               | Subcampeonatos    |
| ------------------------------ | --- | ----------------- |
| Liga Santafesina de Fútbol (8) | 1984, 1987, Clausura 2006, Clausura 2008, Clausura 2013, Clausura 2015, Apertura 2016, Apertura 2024, |                   |
| Liga Esperancina de Fútbol (1) | 1949.                                                                                                 |                   |
| Liga Sanjustina de Fútbol (3)  | 1943, 1945, 1946.                                                                                     | 1944, 1947, 1971. |